# Louis François Élie Pelletier
Pour les articles homonymes, voir Pelletier.
Louis François Élie Pelletier, comte de Montmarie, né le 12 mars 1771 à Boury-en-Vexin dans l'Oise et mort le 17 février 1854 à Pontault-Combault, en Seine-et-Marne, est un général français de la Révolution et de l’Empire. 
Il est le frère aîné d'Aimé Sulpice Victor Pelletier de Montmarie, général d'Empire mort à Leipzig le 2 novembre 1813 des suites de ses blessures.

## Biographie
Louis François Élie Pelletier naît le 12 mars 1771 à Boury-en-Vexin et est baptisé le lendemain en l'église de la paroisse de Boury. Il est issu du mariage entre Élie François Pelletier, fermier-receveur de la seigneurie de Boury, et Marie-Madeleine Marie.

### Du cavalier au général d'Empire
Il fait ses premières armes comme sous-lieutenant au 81e régiment d'infanterie le 15 septembre 1791, il passe lieutenant à l'armée du Nord le 4 mai 1792, et capitaine adjudant-major le 22 mai 1792.
Le 14 avril 1793 il entre au 13e régiment de dragons, et il est nommé capitaine le 3 avril 1795. De 1795 à 1797, il sert à l'armée de Rhin-et-Moselle, comme aide de camp du général Duverger le 10 juin 1795, et il est blessé le 10 novembre suivant à la bataille de Pfrimm. Affecté à l'armée du Rhin en 1800, il devient capitaine d'infanterie dans la légion d'élite de la gendarmerie le 9 novembre 1801. Il est fait chevalier de la Légion d'honneur le 14 juin 1804.
Il est nommé chef de bataillon le 21 septembre 1805, aide de camp du maréchal Lefebvre le 27 novembre suivant, et il est nommé colonel le 18 mars 1807. Il se trouve au siège de Dantzig, et à la prise du Frische Nehrung le 20 mars 1807. Le 7 septembre 1808, il suit Lefebvre en Espagne, puis en Autriche en avril 1809. Le 20 avril 1809, il sert à Abensberg, à Eckmühl le 22 avril suivant, et il est promu général de brigade le 5 mai 1809. Il se distingue ensuite dans la campagne du Tyrol, où il est blessé le 12 mai 1809. 
Le 31 octobre 1809, Montmarie passe en Espagne, où il commande une brigade de la division Reynier le 1er décembre, puis il prend le commandement de la 2e brigade de la division Loison le 11 janvier 1810. Le 12 février, il est employé au 3e corps de l'armée d'Espagne, et il est créé baron de l'Empire le 26 avril 1810. Il est élevé au grade d'officier de la Légion d'honneur le 23 juin 1810, et le 19 juillet suivant il réussit à débloquer le fort de Morello près de Valence. Il est encore mentionné pour sa bravoure au combat de Vinaròs, aux sièges de Tarragone et de Figuières. Sa conduite lors de la bataille de Sagonte le 25 octobre 1811 lui vaut la croix de commandeur de la Légion d'honneur le 11 mars 1812. 
Pendant la campagne de France en 1814, il est chargé du commandement de Vitry, qu'il évacue le 5 février. Au cours de la prise de Clary, dans les environs de Laon, il fait prisonniers sept officiers et 250 soldats. Sous la Restauration, Montmarie fait partie de la Maison militaire du roi, avec le titre de lieutenant des gardes du corps à la compagnie de Wagram. Il est également fait chevalier de Saint-Louis le 10 juillet 1814, et grand officier de la Légion d'honneur le 20 août 1814.

### Au service du roi
À la nouvelle du débarquement de Napoléon Ier, il est promu au grade de lieutenant-général. Il suit le duc de Berry et est créé comte par Louis XVIII le 31 août 1819. Plus tard, il devient inspecteur général d'infanterie et commandeur de Saint-Louis en 1825. Député depuis 1824, il a toujours voté avec le ministère. Rentré dans la vie privée en 1827, il est mis à la retraite comme général de division le 8 juin 1848. Montmarie est, en outre chevalier de nombreux ordres étrangers, à l'exemple des ordres militaires de Saint-Henri de Saxe, de Maximilien Joseph de Bavière et de Charles Frédéric de Bade.
La maison natale des frères Montmarie existe toujours près de la mairie de Boury-en-Vexin. Une plaque commémorative posée sur un des piliers d'entrée de la ferme, à droite de la mairie, rappelle que : « dans cette ferme sont nés les généraux Louis 1771 - 1854 et Aimé 1772 - 1813 Pelletier dits Montmarie ». Montmarie est inhumé dans la 24e division du cimetière du Père-Lachaise. Son nom est inscrit sur le côté ouest de l'arc de triomphe de l'Étoile.

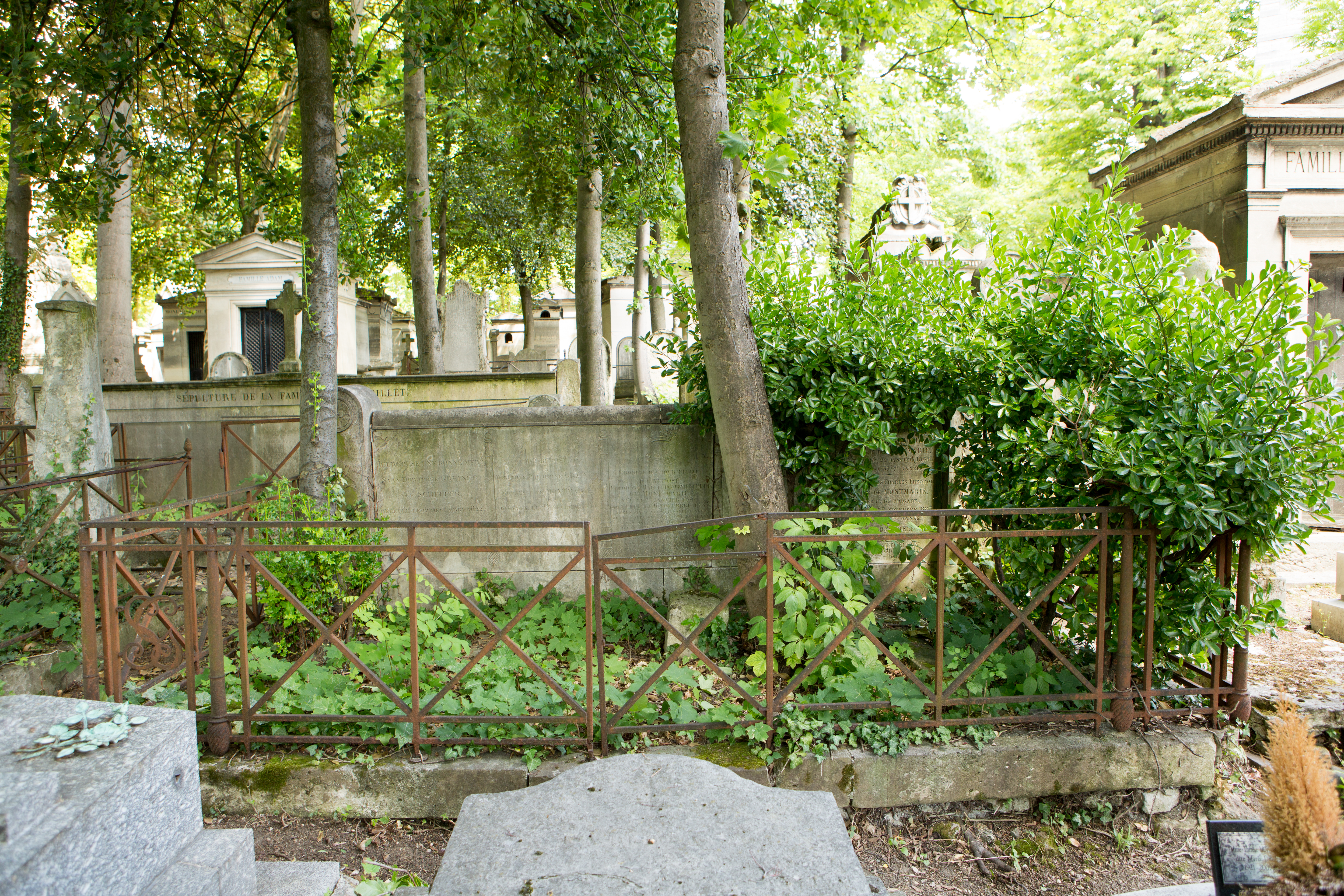
Tombe au cimetière du Père-Lachaise
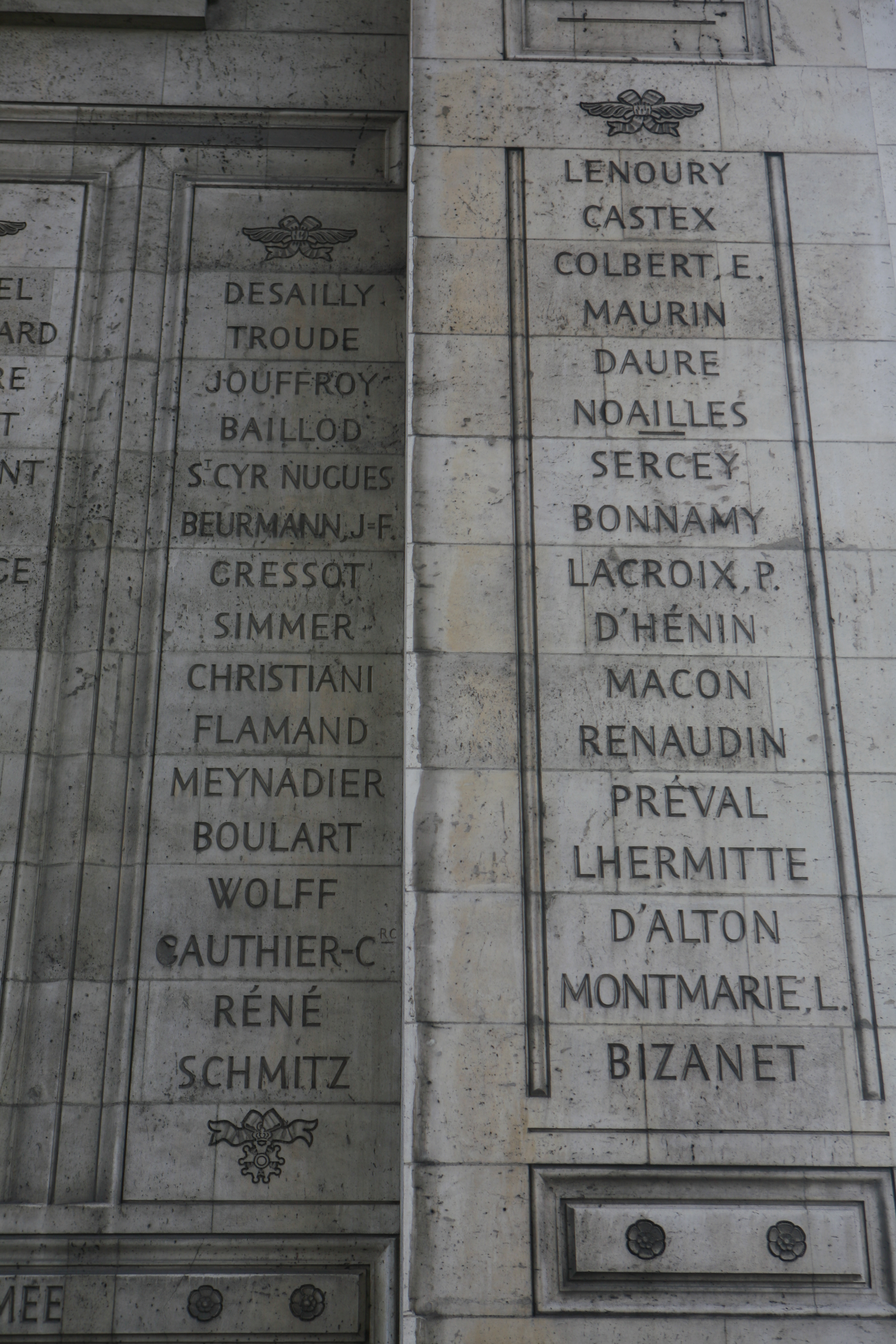
Noms gravés sous l'arc de triomphe de l'Étoile : pilier Ouest, 39e et 40e colonnes.MONTMARIE.L

## Sources
- « Louis François Élie Pelletier », dans Charles Mullié, Biographie des célébrités militaires des armées de terre et de mer de 1789 à 1850, 1852 [détail de l’édition]
- Assemblée Nationale, Base de données des députés français depuis 1789.
- Georges Six, Dictionnaire biographique des généraux & amiraux français de la Révolution et de l'Empire (1792-1814), Paris : Librairie G. Saffroy, 1934, 2 vol., p. 221
- « Cote LH/2087/32 », base Léonore, ministère français de la Culture